# José Genésio
José Genésio (em latim: Genesius; em grego: Γενἐσιος; romaniz.: Genesios) é o nome convencionalmente dado ao grego anônimo autor de uma crônica, do século X, Sobre o reinado dos imperadores. Seu primeiro nome é por vezes dado como sendo José (Josephus), como aparece no preâmbulo de João Escilitzes.
Composta na corte de Constantino VII Porfirogênito, a crônica inicia em 814 e cobre o Segundo Iconoclasma, terminando em 886 d.C. Ela apresenta os eventos principalmente sob a visão da dinastia macedônica, mas com um viés um pouco menos pronunciado do o dos autores chamados de Teófanes Continuado, uma coleção de crônicas, a maioria anônimas, que tem por objetivo continuar a obra de Teófanes, o Confessor.
A crônica descreve o reinado de quatro imperadores bizantinos, de Leão V, o Armênio até Miguel III, o Ébrio, em detalhes, além de um breve relato sobre Basílio I, o Macedônio. Ela faz uso da Vida de Basílio de Constantino VII como fonte e parece ter sido terminada antes de Teófanes Continuado, apresentando informações que não aparecem nesta ou na obra de Escilitzes.

## Edições modernas
Inglês
- Genesios, Joseph, A. Kaldellis. (trad.) On the reigns of the emperors. Byzantina Australiensia, 11. Canberra: Australian Association for Byzantine Studies, 1998. ISBN 095936269X.

Grego
- A. Lesmüller-Werner, and H. Thurn, Corpus Fontium Historiae Byzantinae, Vol. XIV, Series Berolinensis. Berlin: De Gruyter, 1973. ISSN 0589-8048.